# Esperiopsis lingua
Esperiopsis lingua är en svampdjursart som först beskrevs av Koltun 1970.  Esperiopsis lingua ingår i släktet Esperiopsis och familjen Esperiopsidae. Inga underarter finns listade i Catalogue of Life.